# Pico (bergstopp)
Pico är en bergstopp i Kap Verde.   Den ligger i kommunen Concelho de Santa Catarina do Fogo, i den södra delen av landet, 90 km väster om huvudstaden Praia. Toppen på Pico är 2 829 meter över havet. Pico ligger på ön Fogo Island.
Terrängen runt Pico är huvudsakligen bergig, men den allra närmaste omgivningen är kuperad. Pico är den högsta punkten i trakten. Närmaste större samhälle är Cova Figueira, 7,7 km sydost om Pico. 
Omgivningarna runt Pico är en mosaik av jordbruksmark och naturlig växtlighet. Runt Pico är det ganska tätbefolkat, med 80 invånare per kvadratkilometer.